# Маккейб, Ричард
Ричард Маккейб (англ. Richard McCabe, род. 18 августа 1960, Глазго, Великобритания) — британский актёр театра, кино и телевидения. Обладатель премий Лоренса Оливье и Тони за исполнение роли Гарольда Уилсона .Постоянный член Королевской шекспировской компании с 1986 года.

## Карьера
Маккейб окончил Королевскую академию драматического искусства, где учился на одном курсе с Марком Райленсом. Из-за требований актёрского профсоюза взял себе сценическое имя Ричард в честь своего учителя, мотивировавшего его на актёрскую карьеру. В 1986 году Маккейб присоединился к Королевской шекспировской компании. В 1990 году сыграл в четырёх пьесах за один сезон в Королевском национальном театре.
В 1992 году исполнил роль Автолика в «Зимней сказке» У.Шекспира, которая в 1994 году принесла ему первую номинацию на премию Лоренса Оливье. С 1999 по 2001 год исполнял роль Гамлета в одноимённой пьесе в постановке Билла Александера Бирмингемского репертуарного театра, в том числе на фестивале в замке Кронборг.
В 2013 году Ричард Маккейб играет Премьер-министра Великобритании Гарольда Уилсона в пьесе Питера Моргана «Аудиенция», где его партнёршей по сцене стала Хелен Миррен. За свое исполнение Маккейб получил премию Лоренса Оливье в 2013 году и Тони в 2015 году после переноса пьесы на Бродвей, что также ознаменовало бродвейский дебют актёра. Позже в 2013 году Маккейб получает хорошие отзывы на свое исполнение роли Тропачёва в пьесе Тургенева «Нахлебник» в театре Олд Вик.
В 2017—2018 годах Маккейб исполнил роль Цицерона в двухчастной постановке «Imperium» — адаптации одноимённой трилогии Роберта Харриса на сцене театра «Лебедь» Королевской шекспировской компании, за которую заслужил восторженные отзывы и похвалу ведущих британских театральных критиков.